# Zamarada medianata
Zamarada medianata är en fjärilsart som beskrevs av Louis Beethoven Prout 1915. Zamarada medianata ingår i släktet Zamarada och familjen mätare. Inga underarter finns listade i Catalogue of Life.